# Det lærde Holland
Det lærde Holland war ein norwegischer Kreis Intellektueller in Christiania um Paul Botten-Hansen während der 1850er und 1860er Jahre. Seine Mitglieder wurden Hollæderne oder „Batavofiler“ (Batavophile nach der lateinischen Bezeichnung Batavia für die Niederlande) genannt.

## Die Entstehung
Die vier Gründungsmitglieder waren seit Beginn der 50er Jahre miteinander befreundet. Sie gehörten einer Generation von Intellektuellen an, die den dänischen Dichter und Politiker Carl Ploug als geistigen Führer betrachteten. Sie waren vorwiegend durch literarische Interessen verbunden, wenn Michael Birkeland sich auch früh mit Politik befasste. Die Blütezeit des Freundeskreises fiel in die Blütezeit der norwegischen Nationalromantik.
Der Anlass für ihre enge Verbindung war das Studententreffen von 1851 in Christiania mit Teilnehmern aus Kopenhagen und Lund und von 1852 mit Teilnehmern aus Uppsala. Bereits am Studententreffen von 1851 hatten die Gründungsmitglieder und eine ganze Reihe Batavophile teilgenommen. Auch bei den folgenden Treffen waren die „Hollæderne“ stark vertreten. Allerdings fehlte Henrik Ibsen, der zu dieser Zeit in Bergen wohnte. Sie bildeten damals bereits eine kleine Gemeinschaft, aber erst als Ibsen nach Christiania zog und Ludvig Daae dazustieß, traten sie unter dem Namen „Hollænderne“ hervor. Daae war auch der Erfinder der Bezeichnung, indem er die Bibliothek von Botten-Hansen, die lange Zeit zum Begegnungsraum des Kreises war, als „Holland“ bezeichnete. „Hollænder“ wurde gleichbedeutend mit Historiker. Gedruckt wurde diese Bezeichnung erstmals in einem Glückwunsch Daaes zur Anstellung Botten-Hansens als Universitäts-Bibliothekar: Circulus noster litterarius, qui Batavorum gaudet nomine.
In eine engere Freundschaft kam Birkeland mit Botten-Hansen im Frühjahr 1852, nachdem Birkeland Assistent im Reichsarchiv geworden war und zusammen mit Botten-Hansen die Bibliothek von Jens Christian Berg katalogisierte. Birkeland, Botten-Hansen und Peter Munch Søegaard trafen sich regelmäßig bei Jakob Løkke, der ihnen Englischunterricht gab.
Ibsen nahm regen Anteil an den Diskussionen des Zirkels. Briefe aus dem Kreis der Hollænderne zeigen, dass Ibsen in seinen Theaterstücken Brand und Peer Gynt Personen und Diskussionszitate aus dem „Lærde Holland“ verarbeitet hat.
Bjørnstjerne Bjørnson war zwar oft bei den Hollænderne, aber sie empfanden ihn als arrogant und lehnten auch seine romantischen Bauerngeschichten ab, aber duldeten ihn. Sie unterschieden zwischen dem Dichter Bjørnson und dem Politiker Bjørnson. Man war da sehr tolerant. Botten-Hansen veröffentlichte sogar Bjørnsons Erzählung Thrond in seiner Zeitung.

## Das Netzwerk
Die Hollænderne hatten auch weitverzweigte Verbindungen zu sehr unterschiedlichen Personen: Løkke war befreundet mit dem radikalen Ole Thomesen aus Lillehammer, als dieser als Sorenskriver nach Telemark ging. Løkke traf Oluf und Evald Rygh, und sie sprachen gerne über die früheren dänischen Gelehrten Peter Frederik Suhm, Jacob Langebek und Peder Kofod Ancher. Birkeland stand in Verbindung mit Ueland, Ludvig Kristensen Daa, Rechtsanwalt Kildal, Ole Jacob Broch und Ole Richter. Daae traf bei seinem Aufenthalt in Kopenhagen 1866–1867 Christopher Bruun und Kristofer Janson. Der Theologe Hans Brun machte Daae mit dem Grundtvigianismus bekannt. In der Sitzungsperiode des Stortings von 1868 bis 1869 kam Hans Schulze zu Botten-Hansen und Birkeland.
Die Stelle des Reichsarchivars und die Stellen seiner Assistenten sowie die in den Bibliotheken wurden nicht mit den qualifiziertesten besetzt, sondern war mehr eine Pfründe für verdiente Personen, die für andere öffentliche Ämter nicht geeignet schienen. So wurde Wergeland zum Reichsarchivar bestellt. Botten-Hansen bekam 1856 eine Stellung im Reichsarchiv. Er strebte aber ein Amt in der Universitätsbibliothekar an. Die einhellige Fürsprache der „Hollænderne“ führte dann dazu, dass er am 7. März 1864 als Nachfolger Rudolf Keysers zum Leiter der Universitätsbibliothek ernannt wurde.
Als der Nachfolger Wergelands, der Reichsarchivar Christian C. A. Lange nach langer Krankheit 1861 gestorben war, diskutierten den „Hollænderne“ über die Nachfolge. Es ging dabei nicht nur um das Reichsarchiv, sondern auch um die Herausgabe des Diplomatarium Norvegicum. Man findet in der folgenden Korrespondenz zwischen den Mitgliedern fast alle bedeutenderen Persönlichkeiten wieder, mit denen man über die Sache gesprochen hatte. Trotz Bedenken des Kreises wurde Peter Andreas Munch ernannt. Man hielt ihn für die Stelle als nicht geeignet, weil er keine Leitungsfähigkeiten für eine Behördenfunktion besitze. Er bekleidete den Posten aber nur bis 1863. Nachfolger wurde Michael Birkeland.
Birkeland war der meinungsführende Historiker im eigentlichen „Holland“. Er forschte über die Wende 1814. Daae war zwar auch Historiker, aber jünger und trat mit seinen historischen Arbeiten erst nach dem Tod von Botten-Hansen auf. Oluf Rygh befasste sich nach 1860 schwerpunktmäßig mit Archäologie.
Das Netzwerk funktionierte auch hinsichtlich einer staatlichen Unterstützung für Henrik Ibsen. Das erste Ersuchen von Botten-Hansen war von Staatsrat Hans Riddervold abgelehnt worden, weil dieser meinte, dass Ibsen in seinem Stück Kjærlighedens Komedie (Komödie der Liebe) in der Figur des Pfarrers Straamand ein Zerrbild seines Pfarrerideals dargestellt habe. Aber kaum war Riddervold 1866 wegen Krankheit an seinen Amtsgeschäften verhindert, erneuerten Botten-Hansen, Løkke, Birkeland und Ole Andreas Bachke das Ersuchen. Die Regierung stimmte zu, und das Storting beschloss mit Ausnahme von Søren Jaabæk, der gegen jede neue Ausgabe stimmte, und drei weiteren Abgeordneten die Unterstützung.

## Tätigkeitsfelder

### Presse
Die „Hollænderne“ befassten sich mit wechselndem Erfolg mit der Presselandschaft, traten in Redaktionen ein und wieder aus, versuchten ein Studentenblatt zu schaffen und auch Christiania-Posten oder Morgenbladet zu retten. In den 50er Jahren wandelte sich Morgenbladet allmählich von einem Oppositionsblatt in konservative Richtung. Die drei „Hollænderne“ Løkke, Birkeland und Daae gingen 1860 zu Morgenbladet. Doch Løkke wurde nie festes Redaktionsmitglied. Nur Daae wurde 1868 fester Mitarbeiter bis 1904. 1865 wollten sie Aftenbladet kaufen und daraus ein Blatt, das den Skandinavismus unterstützte, machen. Løkke sollte erster Redakteur werden. Doch der Eigentümer wollte 3 000 Speziestaler haben. Aber die Stamm-Hollæderne trugen nicht viel zur Tagespresse bei.

### Geschichte
Die „Hollænderne“ wandten sich auch der nationalen Kultur zu, indem sie Ende 1861 die „Nordisk Oldskriftselskab“ und andere Vereinigungen zu Bewahrung norwegischer Kultur-Denkmäler gründeten. Sie unterstützten auch die „Selskapet für Folkeoplysningens Fremme“ (Gesellschaft für Volksaufklärung), in deren Blatt Folkevennen sie viele Saga-Übersetzungen beisteuerten. Die klassischen Sprachen lagen ihnen ebenfalls am Herzen, und sie protestierten, wenn auch vergeblich, gegen die Abschaffung von Latein und Griechisch in den Gymnasien.
Die Forschungen Birkelands über die Wende 1814 führten ihn zwangsläufig in die voraufgegangene Zeit. Er stellte dabei fest, dass man nicht – wie einige Nationalisten es im Sinn hatten – die vorausgegangenen 400 Jahre dänischer Herrschaft überspringen und an die Königszeit in Norwegen anknüpfen konnte, wenn man die Entwicklung des Vaterlandes durch die Zeit hindurch verfolgen wollte. So wurde die so genannte Dänische Zeit zum Diskussionsstoff bei den „Hollænderne“.
Auf dem Feld der Geschichte war insbesondere die Einwanderungstheorie von Gerhard Schøning und Rudolf Keyser, nach welcher Norwegen von Norden her besiedelt sei, Gegenstand intensiver Diskussionen. Botten-Hansen und Peter Andreas Munch waren eifrige Verteidiger dieser Theorie, während Birkeland und Rygh auf Grund der Forschungen von Ludvig Kristensen Daa diese Theorie verwarfen. Diese Theorie blieb trotzdem herrschende Lehre und wurde auch in die Schulbücher aufgenommen. Aber nach dem Tode Munchs und Keysers verfasste Eilert Sundt 1864 die Broschüre: Helgeland den ældste norske Bygd? (Helgeland, die älteste norwegische Besiedlung?) und fachte die Diskussion erneut an. Er war in die arktische Gegend von Helgeland gereist, was vor ihm keiner der Historiker getan hatte, und wies nach, dass diese Theorie physisch unmöglich sei. Die archäologische Forschung kam rasch zu dem Schluss, dass es sich bei der Einwanderungstheorie um ein Phantasiegebilde handele, und Daa hielt dann 1868 auf der Konferenz der Naturforscher den Vortrag Har Germanerne indvandret til Skandinavien fra Nord eller Syd? der das Ende der Theorie bedeutete.
Die Mitglieder von „Det lærde Holland“ befassten sich besonders mit der Herausgabe der frühen Quellen, dem Codex frisianus, Biskop Eysteins Jordebok, die Gamle norske lover (die alten norwegischen Gesetze), die Sammlung der Texte der Runensteine, En tale mot Biskoppene (Eine Rede gegen die Bischöfe, eine Streitschrift aus der Zeit König Sverres) und weitere Texte im Rahmen des Fonds für Quellentexte (Kildeskriftfondet). Sie planten 1859 auch die Herausgabe einer Zeitung Meddelelser fra Riksarkivet (Mitteilungen des Reichsarchivs). Nach längerer Vorbereitungszeit lieferten Ernst Sars, Munch, Daae, Huitfeldt-Kaas, Marius Nygaard Beiträge, und man plante auch eine Bibliografie aller Schriften, die 1862 erschienen waren. Aber mangels Abonnenten erschien die Zeitung nicht. Aber der Plan, eine historische Fachzeitschrift zu gründen blieb lebendig.

## Differenzen
In den 60er Jahren kam es zu Differenzen innerhalb der „Hollænderne“. Sars und Bjørnson hatten politische Ansichten, die von den übrigen nicht geteilt wurden. Birkeland vertiefte sich in die Zeit des Absolutismus, um dort nach den Bedingungen für die Eidsvoll-Verfassung und die Selbständigkeit zu finden. Sars ging mit seinen Forschungen weiter zurück in die Zeit der früheren Selbständigkeit und die Zeit der Vereinigung mit Dänemark. Sie unterschieden sich dann auch in der Konsequenz für die gegenwärtige Politik. Aber beide gingen davon aus, dass Norwegen damals nicht in der Lage gewesen war, ein selbständiges Reich zu erhalten und dass es Norwegen während der dänischen Herrschaft nicht schlechter gegangen war, als Dänemark selbst. Aber Birkeland als Anhänger des Skandinavismus konnte nicht billigen, dass und wie sich Sars als Historiker in den Dienst der nationalistischen Kräfte stellte. Auch in der Beurteilung der Haltung Carl Johans im Jahre 1814 unterschieden sie sich: Birkeland meinte, Carl Johan habe das ihm unter den schwedischen innenpolitischen Bedingungen Mögliche für die Gleichstellung Norwegens getan. Sars sah in Carl Johan eher einen Gegner der Gleichheit der beiden Nationen. Als Sars Ende 1866 Auslandskorrespondent für das Norsk Folkeblad wurde, das unter Bjørnson als Redakteur zum Sprachrohr der Opposition geworden war, wurde die Kluft zu den übrigen Hollænderne noch tiefer. Sars spaltete sich ab, und um ihn bildete sich der Kreis „Døleringen“.
Größer wurde allerdings der Gegensatz zu Bjørnson, als er nach dreijähriger Abwesenheit im Frühjahr 1863 nach Christiania zurückkehrte, um sich dort niederzulassen. Die „Hollænderne“ sahen in Bjørnson nicht unbedingt das große Dichtergenie. Mit seinem neuen Werk Sigurd Slembe hatte er den Schaden an seinem Dichterruf, den sein Stück Kong Sverre verursacht hatte, zwar wieder repariert. Er wurde in Christiania auch zunächst begeistert aufgenommen. Gleichwohl stieß er im Publikum Christianias und auch bei den „Hollænderne“ schnell auf Ablehnung. Morgenbladet brachte 1867 einen Artikel „Kunst og Koteri“ (Kunst und Clique), der viele Vermutungen enthielt, aber dezidiert gegen Bjørnson gerichtet war. Ursache war zunächst sein Hochmut und seine Arroganz. Evald Rygh schrieb an seinen Bruder Karl: „Man muss einräumen, dass Bjærnson alles in seiner Macht stehende tut, um sich zu ruinieren. Seine ungebremste Arroganz und Selbstvergötterung nimmt ständig zu, und die verzweifelte Geschichte mit Folkebladet muß ihm sehr geschadet haben. Unglücklicherweise hat er sich mit einer kleinen Clique fanatischer Bewunderer umgeben (andere können es bei ihm sicher nicht aushalten), die ihn ständig mit Beweihräucherung füttern und ihn immer mehr in einen Wahn treiben.“ Diese Einschätzung ist in vielen Zeitzeugnissen zu finden.
Der Streit entzündete sich an der Sprachenfrage und am Skandinavismus bei der Studentenversammlung im Winter 1866/1867. Bereits im Herbst hatte es viele Zusammenkünfte der Studenten gegeben, in denen sie über die Pläne der Sprachreformer erfuhren. Es kam zum Gegensatz zwischen Sprachreformern und Anhängern des Skandinavismus. In der Mitte stand Christopher Bruun mit seinen Anhängern, Freunde des Landsmål und gleichzeitig des Skandinavismus. Die „Hollænderne“ hatten in den 50er Jahren noch dem Skandinavismus kritisch gegenübergestanden. Das änderte sich in den 60er Jahren. Sie waren dabei, als die „Skandinavisk Selskap“ gegründet wurde. In der jüngeren Generation kam ein großes Solidaritätsgefühl mit Dänemark angesichts dessen Konfliktes mit Preußen auf. Doch die Regierung wollte sich nicht in einen dänischen Krieg hineinziehen lassen und war gegen den Skandinavismus. Neben den sprachlichen Separatismus unter Bruun trat ein politischer Separatismus unter der Leitung von Bernhard Dunker. Bjørnson und Dunker versuchten die „Skandinavisk Selskap“ als Brutstätte der gefürchteten Verschmelzung mit Schweden darzustellen. Aber der politische Skandinavismus blieb im Wesentlichen auf die Studentenschaft beschränkt.
Bjørnsons Ansehen bei den „Hollænderne“ sank, insbesondere als er sich weigerte, den Aufruf zur finanziellen Unterstützung Welhavens zu unterzeichnen, als dessen Pension vom Storting von 1 200 Speziestaler auf 800 herabgesetzt wurde. Man fasste dies so auf, dass er befürchtete, dass er in einer solchen Demonstration gegen das Storting seine eigene Dichtergage gefährdet sah. Auf der Studentenversammlung 1869 erhielt Bjørnson eine Abfuhr. Obgleich es nur wenige Redner gab, wurde er nicht zu einer einzigen Rede aufgefordert. Sein Ansehen sank weiter, als sich herausstellte, dass er für einen Pangermanismus eintrat. 1873 wurde er zwar noch zum Vorsitzenden der Studentenvereinigung gewählt, hatte aber eine starke Opposition, die in der Studentenzeitung mehrere Travestien seiner Gedichte veröffentlichte, so dass er schon überlegte, die Zeitung abzuschaffen. Im Kreis der „Hollænderne“ fanden Bjørnsons republikanischen Ideen keinen Anklang. Da nun die „Hollæderne“ die gestaltende Kraft bei der 1000-Jahr-Feier der Einigung Norwegens waren, hatte das zur Folge, dass auf Betreiben Birkelands Bjørnson nicht zur Festrede eingeladen wurde. Man fand, dass die Einigung Norwegens mit der Monarchie so unlösbar verknüpft sei, dass ein erklärter Gegner der Monarchie unmöglich Festredner bei diesem Jubiläum sein könne.

## Ende
Nach dem Tode von Botten-Hansen wurde Løkke derjenige, mit dem Ibsen bei den „Hollænderne“ am meisten zu tun hatte. Die Verbindungen der Freunde lockerte sich. Birkeland wurde kränklich, Daae war 1876 Professor geworden und hatte damit neue Verpflichtungen, Løkke war 1881 gestorben. Wenn auch Ibsens neuere Dichtung von Birkeland als staatsfeindlicher Individualismus betrachtet wurde, so wurde daraus doch keine Entfremdung. Aber seine Entwicklung zum Realismus ließ das Interesse der Hollænderne erlahmen. In der Folgezeit wurden die Hollænderne in der Öffentlichkeit nicht mehr wahrgenommen.

## Mitglieder

### Feste Mitglieder
- Henrik Ibsen
- Ole Andreas Øverland
- Jakob Løkke
- Michael Birkeland
- etwas später Ludvig Ludvigsen Daae

### Lose und zeitweilige Mitglieder
- Oluf Rygh
- Ole Andreas Bachke
- Henrik Jørgen Huitfeldt-Kaas
- M. K. Holfeldt
- Carl Lie
- Jonas Lie
- J. H. Thoresen[11]
- Peter Munch Søegaard[1]
- Christian Friele
- Peter Christen Asbjørnsen
- Ernst Sars
- Aasmund Olavsson Vinje
- Ivar Aasen
- Axel Segelke[12]
- Jens Gamborg[13]
- Albert Autenrieth[14]
- Bjørnstjerne Bjørnson